# Allday
Tomas Gaynor (né le 21 février 1991), mieux connu sous le nom de scène Allday, est un rappeur australien originaire d'Adelaide en Australie. Son travail est d'influencé par des artistes ou groupes comme Lil Wayne, Silverchair, Frank Ocean, Eminem et TLC. Allday publie son premier album, Startup Cult, en juillet 2014. Celui-ci est un succès en étant numéro 3 dans les charts australiens,. Gaynor rappe parfois sous le pseudonyme de « MC Disturbance ».
Son nom de scène, Allday, vient de ses amis qui se demandèrent un jour s'il allait passer toute la journée (« allday » en anglais) pour faire un choix.

## Biographie
Gaynor a d'abord joué dans un groupe punk avec ses amis au lycée. Il commence à rapper sous le nom de « Allday » en janvier 2011, après avoir abandonné son école d'art à Melbourne,. Entre 2011 et 2013, il diffuse des morceaux en ligne gratuitement et publie plusieurs EP et mixtapes, qui comprennent des titres comme Soon I'll Be in Cali, A Skateboard Soiree, Euphoria, Noue Yesue, Soon I'll Be in Cali 2 et Loners Are Cool. En 2012, il met en ligne le morceau You don't know dans lequel il revient sur les moqueries qu'il subissait enfant en raison de son surpoids : « they used to call me chubby » (« ils m'appelaient petit gros »).
Entre mai et juin 2014, il se lance dans une tournée en Australie intitulée le Right Now National Tour.
Startup Cult est son premier album distribué en Australie. Il atteint la troisième place dans les charts australiens une semaine après sa sortie en juillet 2014. Cette dernière est suivie par une tournée en Australie.
En décembre 2014, il publie le single Wolves accompagné par Sunni Colón.
En 2015, il participe au titre For him du premier album de Troye Sivan, Blue Neighbourhood, sorti le 4 décembre 2015.
Le 23 juin 2016, il sort un nouveau titre, Monster Truck, produit par Cam Bluff, avec qui il collabore souvent. Le 15 juillet 2016, il dévoile Sides, le single de son futur album (featuring Nyne). Deux autres singles suivent, Send Nudes le 24 août 2016 et Raceway le 15 décembre de la même année.
Après avoir vécu cinq ans à Melbourne, il déménage en 2017 à Los Angeles, aux États-Unis. Le 21 avril 2017, sort son second album intitulé Speeding.

## Discographie

### Albums
- Startup Cult (2014)
- Speeding (2017)

### Mixtapes
- Noue Yesue (2011)
- Soon I'll Be in Cali (2012)
- Euphoria (2012)
- Soon I'll Be in Cali 2 (2013)
- Soft Grunge Love Rap (2015)

### EPs
- A Skateboard Soirée (with C1) (2012)
- Loners Are Cool (2013)

### Singles
| Titre                      | Année | Position | Album        |
| Titre                      | Année | AUS      | Album        |
| -------------------------- | ----- | -------- | ------------ |
| Claude Monet               | 2013  | —        | NC           |
| Right Now                  | 2014  | 40       | Startup Cult |
| You Always Know the DJ     | 2014  | —        | Startup Cult |
| Wolves (feat. Sunni Colon) | 2014  | —        | Startup Cult |
| Monster Truck              | 2016  | —        | NC           |
| Sides (feat. Nyne)         | 2016  | —        | Speeding     |
| Send Nudes                 | 2016  | 70       | NC           |
| Raceway                    | 2016  | —        | Speeding     |
| In Motion                  | 2017  | 57       | NC           |

### Features
- Troye Sivan: for him. (album Blue Neighbourhood)
- Asta : Dynamite
- Jackie Onassis : Bad (album Pristine Alley)
- Miracle : Learning (featuring Nat Dunn and Allday) (from Mainland)
- Bam Bam : Bags Packed (album The Good Life)
- Dan Aux : Hunt Me Down (feat. Faster Than Light, Allday et Steven A. Clark) (album Playlist)
- Gill Bates : She Knows (albym Less Stress, More Success)
- Amy Shark : Worst Girl (EP Night Thinker)
- Jai Waetford : Drunk Together (single)